# 第十六代德比伯爵弗雷德里克·斯坦利
第十六代德比伯爵弗雷德里克·阿瑟·斯坦利（Frederick Arthur Stanley, 16th Earl of Derby，1841年1月15日—1908年6月14日），从1886年到1893年称普雷斯顿的斯坦利勋爵弗雷德里克·斯坦利（Frederick Stanley, The Lord Stanley of Preston），1885年到1886年任殖民大臣，1888年到1893年任加拿大总督。北美冰球联盟斯坦利杯即以他命名。他是英国首相第十四代德比伯爵的小儿子。
| 前任： 兰斯杜恩侯爵                    | 加拿大總督 | 繼任： 约翰·坎贝尔·汉密尔顿-戈登       |
| 前任： 爱德华·斯坦利，第十五代德比伯爵 | 德比伯爵   | 繼任： 爱德华·斯坦利，第十七代德比伯爵 |